# 385P/Hill
P/2010 U2 (Hill) – kometa krótkookresowa, należąca do rodziny Jowisza. 

## Odkrycie
Kometa została odkryta 18 października 2010. Jej odkrywcą jest Richard E. Hill.

## Orbita komety i właściwości fizyczne
Orbita komety P/2010 U2 (Hill) ma kształt elipsy o mimośrodzie 0,4. Jej peryhelium znajduje się w odległości 2,55 j.a., aphelium zaś 6,0 j.a. od Słońca. Jej okres obiegu wokół Słońca wynosi 8,84 roku, nachylenie do ekliptyki to wartość 16,86˚.
Jądro tej komety ma rozmiary maks. kilka km.